# 土井静雄
土井 静雄（どい しずお、1902年1月30日 - 1974年4月21日） は、日本の機械工学者。名古屋大学名誉教授。元沼津工業高等専門学校校長。

## 人物・経歴
鳥取県出身。1927年九州帝国大学工学部機械工学科卒業、旅順工科大学講師。1928年旅順工科大学助教授。1937年九州帝国大学工学博士。1938年旅順工科大学教授。1944年名古屋帝国大学教授。1964年沼津工業高等専門学校校長。1965年名古屋大学名誉教授。1973年勲二等瑞宝章受章。旋盤の研究などを行った。